# La Diablesse (film, 1966)
Pour les articles homonymes, voir Diablesse.
Pour plus de détails, voir Fiche technique et Distribution.
La Diablesse (Der Weibsteufel) est un film autrichien réalisé par Georg Tressler sorti en 1966.
Il s'agit d'une adaptation de la pièce de Karl Schönherr.

## Synopsis
Sur la montagne se dresse la ferme, le "nid de vautours", dont le propriétaire profite du mariage avec une femme séduisante et beaucoup plus jeune, ainsi que la contrebande, avec laquelle il aimerait un jour acheter la taverne du village. Une épine dans le flanc de l'un et de l'autre est le jeune gendarme : il veut mettre fin à ce mariage comme à la contrebande - d'abord parce qu'il aime la beauté de la montagne et, deuxièmement, il a besoin d'un succès professionnel pour être promu. Cependant la femme se sent de plus en plus mal à l'aise d'être utilisé par le gendarme comme un leurre contre son mari et par les passeurs, contre son mari, cependant, pour distraire le gendarme. Elle mobilise donc ses sentiments féminins contre les deux et les incite à régler au couteau. Le mari trouve la mort, le gendarme est arrêté.

## Fiche technique
- Titre français : La Diablesse[1]
- Titre : Der Weibsteufel
- Réalisation : Georg Tressler
- Scénario : Adolf Opel, Georg Tressler
- Musique : Carl de Groof
- Costumes : Lambert Hofer
- Photographie : Sepp Riff (de)
- Son : Karl Diethelm, Willy Strigl
- Montage : Hermine Diethelm
- Production : Otto Dürer
- Société de production : Vienna Film
- Société de distribution : Vienna Film
- Pays d'origine :  Autriche
- Langue : allemand
- Format : Noir et blanc - 1,66:1 - mono - 35 mm
- Genre : Drame
- Durée : 91 minutes
- Dates de sortie :
  -  Autriche : 28 avril 1966.
  -  Allemagne : 30 juin 1966 : Présentation à la Berlinale.
  -  France : 1er septembre 1966[1].

## Distribution
- Maria Emo : La femme
- Sieghardt Rupp : Le gendarme
- Hugo Gottschlich : L'homme
- Vera Comployer : L'aubergiste
- Richard Tomaselli : Le commandant
- Margarete Reimann : Une serveuse
- Gottfried Rieder : Le joueur de cithare